# Unterehrendingen
Unterehrendingen (toponimo tedesco) è una frazione di 1 657 abitanti del comune svizzero di Ehrendingen, nel Canton Argovia (distretto di Baden).

## Storia

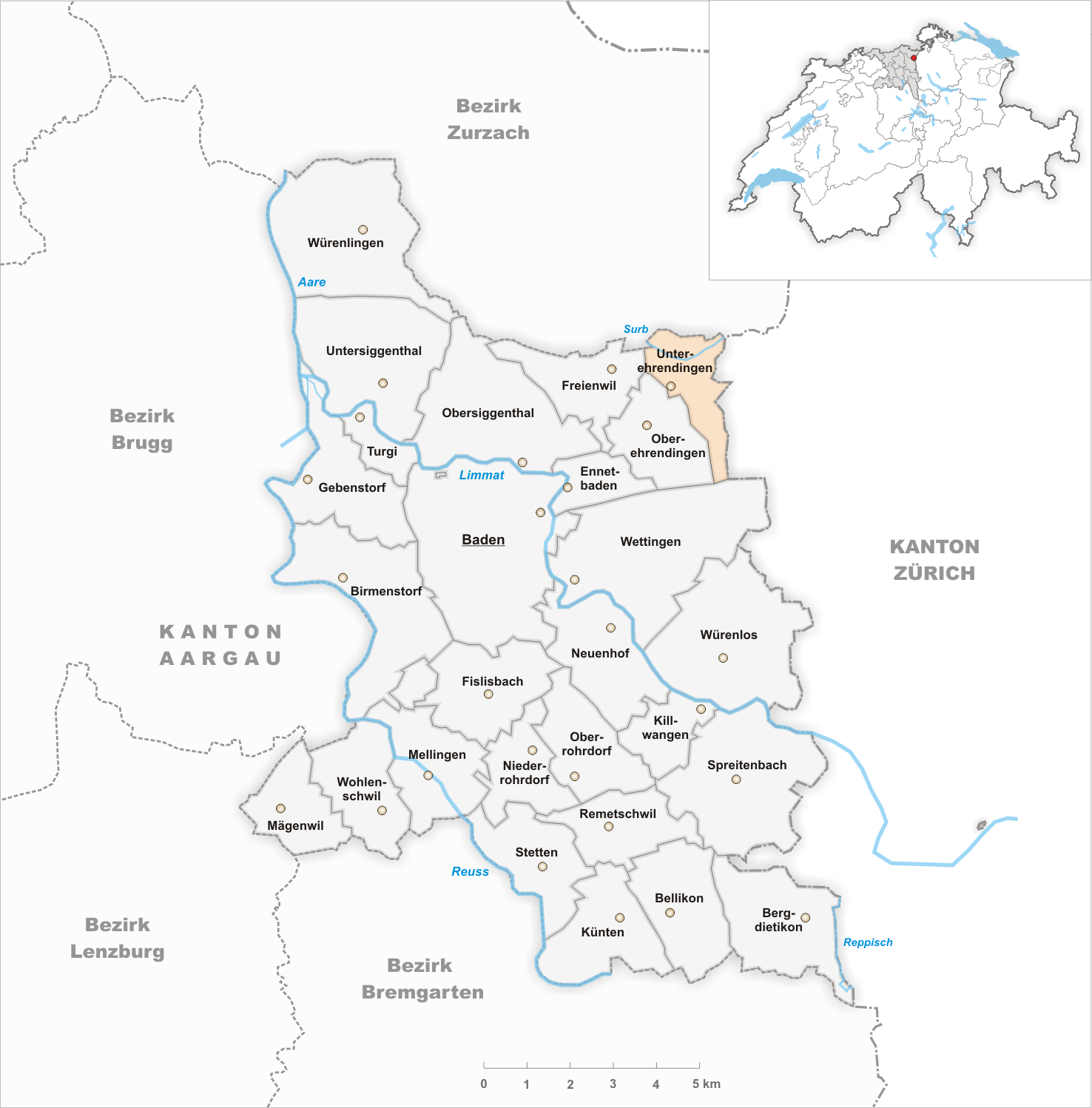
Il territorio del comune di Unterehrendingen prima degli accorpamenti comunali del 2005

Già comune autonomo istituito nel 1825 con la divisione del comune di Ehrendingen nei nuovi comuni di Oberehrendingen e Unterehrendingen e che comprendava anche la frazione di Tiefenwaag, nel 2006 è stato nuovamente aggregato a Unterehrendingen per ricostituire il comune di Ehrendingen.

## Monumenti e luoghi d'interesse
- Chiesa cattolica di Sant'Agata[1].

## Società

### Evoluzione demografica
L'evoluzione demografica è riportata nella seguente tabella:
Abitanti censiti

## Amministrazione
Ogni famiglia originaria del luogo fa parte del cosiddetto comune patriziale e ha la responsabilità della manutenzione di ogni bene ricadente all'interno dei confini del comune.